# Batalla de Wolf 359
La batalla de Wolf 359 es un enfrentamiento bélico ficticio de la serie de ciencia ficción Star Trek: La nueva generación mostrado en el episodio doble Lo mejor de ambos mundos que aconteció en  2367 entre un Cubo (tipo de nave) del Colectivo Borg y un combinado de naves de la Flota de la Federación Unida de Planetas y el Imperio Klingon.

## Antecedentes
Después de aprisionar y asimilar al capitán Jean-Luc Picard y convertirlo en Locutus el Borg (para servir como interlocutor entre los Borg y la Federación), el Cubo Borg emprendió rumbo a la Tierra, capital de la Federación y mundo de origen de uno de sus miembros fundadores con el fin de iniciar su asimilación. 

## La batalla
Comandadas por el almirante J. P. Hanson, más de 40 naves de combate de la Federación y del Imperio Klingon interceptaron al Cubo Borg en la estrella Wolf 359. Pese a la ventaja numérica de los aliados, los Borg tenían de su parte todos los conocimientos y experiencia del asimilado Picard (que no en vano había sido capitán de la nave insignia de la Federación), además de claras ventajas tecnológicas por su capacidad de aprender instantáneamente las estrategias de sus oponentes y neutralizarlas. Por ello, el resultado fue un auténtico desastre: todas las naves fueron destruidas, se perdieron alrededor de 11.000 vidas y los supervivientes fueron capturados para ser asimilados por los Borg, quienes continuaron su marcha hacia la Tierra. Fue la mayor derrota militar de la historia de la Federación.

## Hechos posteriores
Posteriormente, la nave USS Enterprise (NCC-1701-D) comandada por William Riker logra detener a los Borg con una hábil estratagema y rescatar a Locutus-Picard con el fin de utilizarlo como enlace con la Conciencia Colectiva de los Borg y neutralizarla, objetivo que se consiguió en el último minuto cuando el Cubo Borg ya se encontraba sobre la Tierra. 
Picard "volvió en sí", aunque manteniendo el recuerdo de todo lo ocurrido, generándole un trauma de por vida, pues se sintió culpable por las muchas muertes que provocó siendo un Borg. Durante esta batalla murió Jennifer Sisko, esposa del capitán Benjamin Sisko y madre de su hijo Jake.
- Datos: Q796772